# Komagfjords kyrka
Komagfjords kyrka, tidigare Komagfjord kapell är en korskyrka från 1960 i Komagfjord, Alta kommun, Finnmark fylke, Norge. 
Byggnaden är byggd i korsvirke och har plats för 250 besökare. Kyrkan invigdes 10 april 1960.  

## Historia
Komagsfjords första kyrka stod färdig 15 september 1887. Det var en vit kyrka som stod på en kulle intill byns enda butik och pir. Kyrkan brändes tillsammans med nästan alla andra byggnader i Finnmark ner av tyskarna när de flydde från Nordnorge i slutet av 1944.  
Kort efter kriget byggdes en temporär byggnad som skulle ersätta den nedbrunna kyrkan. Den invigdes 16 februari 1947 av biskop Wollert Krohn-Hansen. Byggnaden användes i 13 år innan den nuvarande kyrkan stod färdig.